# Lorenteggio
Lorenteggio (lombardisch Lorentegg [luˌrẽːˈted͡ʒ]) ist ein Stadtteil der norditalienischen Großstadt Mailand. Er befindet sich im Westen der Stadt und gehört zum 6. Stadtbezirk.

## Geschichte
Die erste Erwähnung der zum Pfarrbezirk Trenno gehörenden Gemeinde Lorenteggio ist 1346 datiert. Später wurde der Ort zum Pfarrbezirk Cesano zugeordnet.
1808 wurde Lorenteggio per Napoleonischen Dekret mit vielen anderen Vororten nach Mailand eingemeindet. Mit der Wiederherstellung des Österreichischen Herrschafts wurde die Gemeinde 1816 wieder selbstständig.
Allerdings konnte die kleine Gemeinde noch wenige Jahre überleben: schon 1841 wurde sie wieder aufgelöst und diesmal nach Corsico eingemeindet. 1923 wurde der Ortsteil Lorenteggio von Corsico getrennt und endgültig nach Mailand eingemeindet.